# Lago Te Anau
Il lago Te Anau è un lago naturale della Nuova Zelanda, nella parte sud ovest dell'Isola del Sud. Con una superficie di 344 km2, è il più esteso dell'Isola del Sud ed il secondo della Nuova Zelanda dopo il lago Taupo.
Il lago è disposto in direzione nord-sud con una lunghezza di 65 km, e si trova all'altitudine di 210 m s.l.m.. La sua profondità è di 417 metri, così che gran parte del fondale si trova sotto il livello del mare, con il punto più profondo a 226 metri sotto il livello del mare.
Sul lato ovest del lago di dipartono tre fiordi: North Fiord, Middle Fiord e South Fiord. All'ingresso del Middle Fiord vi sono molte piccole isole. Il principale immissario è il fiume Eglinton e l'emissario il fiume Waiau, che dopo alcune decine di chilometri sfocia nel lago Manapouri.
In prossimità dell'emissario, sulla costa est del lago, si trova la città di Te Anau.